# سیارک ۲۴۹۷
سیارک ۲۴۹۷ (به انگلیسی: 2497 Kulikovskij، نامگذاری:1977PZ1) دو هزار و چهارصد و نود و هفتمین سیارک کشف شده‌است که در ۱۴ اوت ۱۹۷۷ کشف شد.
قدر مطلق سیارک برابر ۱۲٫۹۰ است.